# 小行星48480
小行星48480（48480 Falk）是一颗绕太阳运转的小行星，为主小行星带小行星。该小行星于1991年12月28日发现。
該小行星以德國詩人約翰尼斯·丹尼爾·福克命名。

## 轨道参数
小行星48480的轨道半长轴为3.1803788 UA，离心率为0.162。